# Léon Pierre Émile Dalmas de Lapérouse
Pour les articles homonymes, voir Dalmas de Lapérouse.
Ne doit pas être confondu avec Jean-François de La Pérouse.
Léon Pierre Émile Dalmas de Lapérouse est un contre-amiral français né le 18 août 1805 à Brest et mort le 26 octobre 1874 à Paris.

## Origine familiale
Léon Pierre Émile Dalmas de Lapérouse est issu d’une famille d'ancienne bourgeoisie originaire du Rouergue, issue de Pierre Dalmas (1688-1757), avocat au siège présidial de Villefranche-de-Rouergue (Aveyron) et qui comprend :  
- Son grand-père, Pierre Jean Dalmas (1739-1826), est sénéchal du Rouergue[réf. nécessaire]. Il épouse en 1765, Marianne Jacquette de Galaup de La Pérouse (1742-1824), sœur du navigateur Jean-François de La Pérouse. (Son nom sera ajouté à celui de Dalmas , par une ordonnance du 22 février 1815)[2].
- Son père François Dalmas de Lapérouse (1772-1846), est commissaire de la marine à Vannes, (Morbihan)[3]
- Sa mère, Jeanne Rivoallen, est la fille d’un avocat de Saint-Brieuc[3].

## Biographie
Léon Pierre Émile Dalmas de Lapérouse naît le 18 août 1805 à Brest,.
Entré en 1818 à l'École de Marine à Angoulême, il en sort en 1820 pour faire campagne aux Antilles et à Terre-Neuve sur la frégate Duchesse de Berry. En 1825, il reçoit le grade d'enseigne de vaisseau et prend la mer sur le brick Le Génie. En 1828, il est sous les ordres du capitaine Fournier en qualité de second sur le brick-goëlette Le Baucis.
Il est lieutenant de vaisseau le 26 avril 1831. Il embarque sur le navire Le Lancier en 1832, puis sur la frégate L'Astrée en 1833, avant de passer sur Le Sapho en qualité de second du capitaine de frégate Danycan.
En 1836, il embarque sur La Vénus et fait un voyage autour du monde sous les ordres de l'amiral Dupetit-Thouars et des autorités scientifiques dont le naturaliste Adolphe Simon Neboux. L'objectif de ce tour du monde est d'évaluer l'intérêt économique de la chasse à la baleine dans le nord du Pacifique. Ce voyage lui valut d'être nommé chevalier de la Légion d'honneur.
Il est capitaine de corvette le 21 décembre 1840 à bord de la frégate La Gloire, puis capitaine de vaisseau le 22 juillet 1848 et est commandant de lignes des équipages de ligne à Cherbourg. Il se marie en 1850 avec Marie Claire Guadin de Saint-Brice et assure le commandement de la frégate La Psyché, de décembre 1850 à juillet 1851. le 6 août 1853, après avoir été nommé officier de la légion d'honneur, il prend le commandement de la corvette La Sérieuse. Il commande différents autres navires et est présent dans le golfe du Mexique, lors de l'expédition française au Mexique.
Léon Dalmas de La Pérouse termine sa carrière en qualité de contre-amiral de France le 30 avril 1864 et prend sa retraite en août 1867.
Frappé par une apoplexie foudroyante, il meurt le 26 octobre 1874 à Paris, sans postérité. Il est inhumé au cimetière du Père-Lachaise (45e division).